# Genyornis
Genyornis ist eine im Pleistozän ausgestorbene Gattung der Donnervögel (Dromornithidae), die in Australien lebte und vor etwa 47.000 Jahren plötzlich ausstarb. Die einzig bislang bekannte Art Genyornis newtoni wurde nach dem englischen Zoologen und Ornithologen Alfred Newton benannt. Genyornis ist die einzige noch im Pleistozän lebende Donnervogelgattung. Fossilien der Gattung wurden in allen australischen Bundesstaaten gefunden. Genyornis ist auch die einzige Donnervogelgattung, von der ein im anatomischen Zusammenhang gefundenes Skelett vorhanden ist.

## Merkmale
Genyornis wurde 2,0 bis 2,15 Meter hoch, etwa 290 kg schwer und war damit ein mittelgroßer Donnervogel, kleiner als Bullockornis planei und Dromornis stirtoni aber größer als Ilbandornis woodburnei. Der Schädel von Genyornis war konisch, der Schnabel war weniger hoch und weniger seitlich abgeflacht als der von Bullockornis und Dromornis. Wahrscheinlich nahm der Vogel Gastrolithen zur Zerkleinerung der vor allem aus Blättern bestehenden Nahrung auf, die mit einigen Skeletten gefunden wurden.

## Aussterben
Untersuchungen von verbrannten Eierschalen von Genyornis, gefunden an mehr als 200 Orten in ganz Australien, zeigen, dass die Population plötzlich vor etwa 47.000 Jahren zusammenbrach. Wahrscheinlich ist Genyornis ausgestorben, weil Aborigines ihre Eier gesammelt, in Feuern gebraten und gegessen haben.